# Virus de la mosaïque de la luzerne
Alfalfa mosaic virus
Pour les articles homonymes, voir AMV.
Genre
Espèce
Synonymes
Selon CABI :
- Alfalfa mosaic alfamovirus
- Alfalfa virus 1 and 2
- Lucerne mosaic virus
- Marmor medicaginis
- Potato calico virus

Le virus de la mosaïque de la luzerne (AMV, Alfalfa mosaic virus) est une espèce de virus du genre Alfamovirus (famille des Bromoviridae), dont c'est l'unique espèce (genre monotypique). C'est un virus à ARN simple brin de polarité positive, classé dans le groupe IV de la classification Baltimore.
Ce virus cosmopolite infecte les plantes (phytovirus). Il provoque des nécroses et des mosaïque jaunes  chez une grande variété d'espèces végétales, y compris certaines plantes cultivées de grande importance économique.
En 1931, J.L. Weimer fut le premier à détecter l'AMV chez la luzerne cultivée (Medicago sativa). La transmission de ce virus se fait principalement par certains pucerons, par les graines ou par le pollen vers les graines,. 

## Structure et génome
Le virion a une capside mais pas d'enveloppe. La symétrie icosaédrique de la capside est ronde à allongée. L'amplitude de longueur de la particule du virion est d'environ  30 à 57 nm. L'AMV est un virus multipartite composé de quatre particules (3 bacilliformes et une sphéroïdale) avec un diamètre de 18 nm,.
Le matériel génétique de l'AMV comprend trois brins linéaires simples d'ARN  (ARN 1, ARN 2 et ARN 3) et un ARN sous-génomique (ARN 4) qui est obtenu par transcription du brin à sens négatif de l'ARN 3. Les ARN 1 et 2 codent les protéines nécessaires à la réplication (Les ARN 1 et 2 ne peuvent infecter que le protoplaste). L'ARN 3 est nécessaire pour la synthèse de la protéine responsable du mouvement de cellule à cellule. L'ARN 4 code la capside.
Outre  l'encapsidation et son rôle dans le mouvement, la protéine coat virale joue aussi un rôle dans l'initiation de la réplication de l'ARN. Cette propriété est appelée « activation du génome » et signifie que l'acide nucléique génomique ne peut pas être infectieux sans la capside. L'association spécifique de la protéine coat avec l'ARN 3 - séquences terminales - ou avec l'ARNm sous-génomique est nécessaire pour l'infection. Les particules bacilliformes contiennent les ARN 1, 2 et 3 encapsidés séparément. Les particules sphéroïdales ont chacune deux exemplaires de l'ARN 4.
La séquence de nucléotides du génome complet a été déterminée et la longueur du génome est de 8274 nucléotides (ou 9155 en incluant l'ARN sous-génomique). Les ARN 1, 2, 3 et 4 ont respectivement une longueur de  3644 (3,65 kb), 2593 (2,6 kb), 2037 (2,2 kb) et 881 (0,88 kb) nucleotides long,,.

## Transmission
Les vecteurs sont des insectes de l'ordre  des hémiptères, de la famille des Aphididae. Le puceron vert du pêcher (Myzus persicae) et au moins 14 autres espèces de pucerons sont connus pour jouer ce rôle. L'AMV peut aussi se transmettre par les graines, du pollen à la graine (rarement par les ovules), par inoculation mécanique par la sève des plantes et par des plantes parasites du genre Cuscuta. La combinaison d'infection des plantes par les graines et de la diffusion par les pucerons se traduit le plus souvent par des niveaux élevés d'infection.

## Importance économique
La gamme d'hôtes de ce virus est large et comprend des plantes cultivées alimentaires et fourragères (pois, lentilles, pommes de terre, trèfles, etc.). L'infection par l'AMV provoque d'importantes pertes de récoltes, réduit la survie hivernale et facilite l'infection des plantes affectées par d'autres agents pathogènes.

## Méthodes de lutte
Les traitements insecticides contre les pucerons ne sont pas efficaces pour lutter contre l'AMV. Les recommandations sont de semer des graines saines (certains semenciers vendent des graines testées pour l'AMV), de limiter les mauvaises herbes, d'éviter la proximité des cultures avec des pâturages infectés et de recourir à d'autres pratiques culturales propres à minimiser l'AMV.
Une autre méthode passe par la création de plantes transgéniques résistant à l'AMV. Par exemple, de l'ADN dérivé de l'AMV contenant le gène codant la capside est inséré dans le génome de plantes. Cela réduit la sensibilité de la plante à l'infection par l'AMV et la plante joue moins le rôle de réservoir de virus pour sa diffusion vers d'autres plantes.

## Étymologie
Le nom générique, « Alfamovirus », dérive du nom du virus-type Alfalfa mosaic virus.